# مدویواتس
مدویواتس (صربی: Medojevac}} یک منطقهٔ مسکونی در صربستان است که در Pomoravlje District واقع شده‌است.
 مدویواتس  ۱۶۵ نفر جمعیت دارد.